# Grof
Grof ili grofica (njem. Graf; lat. comes; tal. conte; mađ. Gróf; eng. Count, ekvivalent earl) plemićki je naslov koji je u srednjem i novom vijeku označavao čast nižu od vojvode ili kneza. Ponegdje je to bila služba koju je dodjeljivao kralj, a u drugim slučajevima bila je riječ o nasljednom pravu. Gdje je grofovski naslov bio povezan i s određenim područjem, to se područje nazivalo grofovijom.
Postoje mnoge obitelji s grofovskim naslovom iz raznih zemalja Europe

## Vanjske poveznice
- Grof Hrvatska enciklopedija